# Tønsberg Cove
Die Tønsberg Cove ist eine Bucht an der Nordküste von Coronation Island im Archipel der Südlichen Orkneyinseln. Sie liegt zwischen 1,5 km südöstlich des Penguin Point. 
Der norwegische Walfängerkapitän Petter Sørlle kartierte sie zwischen 1912 und 1913. Er benannte sie als Tønsberg Fjord nach der Tønsberg Hvalfangeri, einer Walfanggesellschaft aus dem norwegischen Tønsberg, die in den 1920er und 1930er eine permanente Walfangstation auf den Südlichen Orkneyinseln betrieb. Das UK Antarctic Place-Names Committee passt diese Benennung 1960 an die tatsächliche Beschaffenheit an.